# یوکی ایشیکاوا
یوکی ایشیکاوا (به ژاپنی: 石川祐希) تیم ملی والیبال ژاپن والیبالیست اهل ژاپن، عضو تیم ملی والیبال مردان ژاپن و باشگاه ميلانو ایتالیا وکاپیتان تیم ملی والیبال ژاپن است.